# 감지 증폭기
감지 증폭기 또는 센스 증폭기(Sense amplifier)는 전자 시스템에서 작은 신호를 증폭하고 감지하는 데 사용되는 회로이다. 이는 일반적으로 DRAM(동적 랜덤 액세스 메모리)과 같은 메모리 회로에서 메모리 셀에 저장된 약한 신호를 읽고 증폭하는 데 사용된다.
현대 컴퓨터 메모리에서 감지 증폭기는 반도체 메모리 칩(집적 회로)의 회로를 구성하는 요소 중 하나이다. 이 용어 자체는 자기코어 메모리 시대로 거슬러 올라간다. 감지 증폭기는 메모리에서 데이터를 읽을 때 사용되는 읽기 회로의 일부이다. 그 역할은 메모리 셀에 저장된 데이터 비트(1 또는 0)를 나타내는 비트라인에서 저전력 신호를 감지하고 작은 전압 스윙을 인식 가능한 논리 레벨로 증폭하여 데이터가 메모리 외부 논리에 의해 적절하게 해석될 수 있도록 하는 것이다.
현대의 감지 증폭기 회로는 2~6개(보통 4개)의 트랜지스터로 구성되는 반면, 초기 코어 메모리용 감지 증폭기에는 최대 13개의 트랜지스터가 포함되는 경우도 있다. 메모리 셀의 각 열마다 하나의 감지 증폭기가 있으므로 최신 메모리 칩에는 일반적으로 수백 또는 수천 개의 동일한 감지 증폭기가 있다. 따라서 감지 증폭기는 컴퓨터 메모리 하위 시스템에 남아 있는 몇 안 되는 아날로그 회로 중 하나이다.

## 같이 보기
- 차동 증폭기